# Municipio de Pueblo Nuevo Solistahuacán
El Municipio de Pueblo Nuevo Solistahuacán es uno de los 124 municipios que conforman el estado de Chiapas, su cabecera es la localidad de Pueblo Nuevo Solistahuacán.

## Toponimia
La palabra Solistahuacán significa en la lengua náhuatl, "Lugar de los que tienen armas de pedernal".

## Geografía

### Límites
Las coordenadas extremas del municipio son: al norte 17°19' de latitud norte; al sur 17°08' de latitud; al este 92°46' de longitud oeste; al oeste 92°57' de longitud. El municipio de Pueblo Nuevo Solistahuacán colinda con los siguientes municipios:
- Al norte: Amatán.
- Al este: Huitiupán, Simojovel y San Andrés Duraznal.
- Al sur: Jitotol.
- Al oeste: Rincón Chamula San Pedro y Ixhuatán.

## Demografía
De acuerdo a los resultados del Censo de Población y Vivienda de 2020 realizado por el Instituto Nacional de Estadística y Geografía, la población total de Pueblo Nuevo Solistahuacán es de 29 636 habitantes, de los cuales 14 432 son hombres y 15 204 son mujeres.

### Localidades
En el censo de 2020 el municipio de Pueblo Nuevo Solistahuacán contaba con 73 localidades.
| Código INEGI      | Localidad                  | Población (2020) |
| ----------------- | -------------------------- | ---------------- |
| 070720001         | Pueblo Nuevo Solistahuacán | 12 805           |
| 070720061         | San José Chapayal          | 2 350            |
| 070720006         | Arroyo Grande              | 1 294            |
| 070720076         | Sonora                     | 1 085            |
| Otras localidades | Otras localidades          | 12 102           |
| Total municipal   | Total municipal            | 29 636           |